# الشركة الخليجية العامة للتأمين التعاوني
الشركة الخليجية العامة للتأمين التعاوني (المعروفة باسم: الخليجية العامة) هي شركة مساهمة عامة سعودية مدرجة في السوق المالية السعودية (تداول) منذ فبراير 2010. تعمل الخليجية العامة في قطاع التأمين مع التركيز على التأمين المتعدد. يقع مقر الخليجية العامة في جدة، المملكة العربية السعودية، وقد تم تأسيسها في ديسمبر 2009. رأس مال الشركة الحالي200,000,000.00، موزعة على 20,000,000 سهم.

## التاريخ
تأسست الشركة الخليجية العامة للتأمين التعاوني (الخليجية العامة) برأسمال يبلغ 200 مليون ريال سعودي كشركة مساهمة بموجب قرار مجلس الوزراء رقم 365 بتاريخ 1/12/2008م وبموجب المرسوم الملكي رقم م/85 بتاريخ 3/12/2008م.
الشركة نتجت عن دمج الشركة السعودية العامة للتأمين وشركة الخليج التعاونية للتأمين. الخليجية العامة أنهت طرحها العام في 9 أكتوبر 2009 وعقدت الجمعية العـمومية التأسيسيه للشركة في 16 ديسمبر 2009 وحصلت بعد ذلك علي سجلها التجاري رقم 4030196620 في 24-01-2010م. وقد بدأت الخليجية العامة أعمالها بالاستحواذ على محفظة أصول التأمين لكل من الشركة السعودية العامة للتأمين وشركة الخليج التعاونية للتأمين.

## حقوق الأولوية
في 28 يونيو 2021، وافقت الجمعية العمومية غير العادية للشركة على زيادة رأس مال الشركة من خلال طرح أسهم حقوق أولوية بقيمة 300 مليون ريال.

## هيكل الملكية
كان هيكل الملكية عند الطرح كالتالي:
- شركة الخليج التعاونية للتأمين المحدودة ذ م م (15.00%).
- الشركة السعودية العامة للتأمين (15.00%).
- الإنصاف العالمية للتنمية العقارية (5.00%).
- الفضل للاستثمارات (3.00%).
- محمد سعيد تمر للاستثمار التجاري المحدودة (2.9073%).
- محمد حسني جزيل (0.005%).
- سامي فؤاد عبد الوهاب بحراوي (0.005%).
- محمد زاهر صلاح الدين المنجد (0.005%).
- طاهر محمد عمر عقيل (0.005%).
- أسفار العالمية القابضة للاستثمار التجاري (0.005%).[1]

## أعضاء مجلس الإدارة
- جمال عبد الله محمد علي الدباغ، رئيس مجلس الإدارة، يمثل شركة الخليج التعاونية للتأمين المحدودة ذ م م.
- طاهر محمد عمر عقيل، عضو مجلس إدارة.
- محمد زاهر صلاح الدين المنجد، عضو مجلس إدارة.
- محمد حسني جزيل، عضو مجلس إدارة، يمثل شركة الخليج التعاونية للتأمين المحدودة ذ م م.
- ماجد ضياء الدين فضل كريم، عضو مجلس إدارة، يمثل أسفار العالمية القابضة للاستثمار التجاري.
- جودت بن موسى الحلبي، عضو مجلس إدارة.
- فيصل عدنان سعد الدين بعاصيري، عضو مجلس إدارة.
- كريم زياد ادلبي، عضو مجلس إدارة.

## روابط خارجية
- الموقع الرسمي.